# Де-факто
Де-фа́кто (лат. de facto — «на деле», «фактически») — латинское крылатое выражение, которое используется для обозначения действительности происходящего, не подкреплённой юридически. Часто употребляется с целью подчеркнуть различие формального описания событий («де-юре») с реальностью.

## История
В юриспруденции в основном означает «практикуется, но не обязательно определено законом» или «практикуется или является действительностью, но не установлено официально». В основном это выражение противопоставляется понятию «де-юре» (что значит «определять законом»), когда речь идёт о законе, управлении или технике (такой как стандарты) в случае создания, разработки или применения «без» или «против» инструкции, но в соответствии «с практикой». Когда обсуждают юридические ситуации, «де-юре» значит «высказано законом», в то время как «де-факто» означает действие или то, что практикуется. В международном праве употребляется для описания официального, но не полного признания государства или правительства. Аналогичные выражения: «по сути», «по факту», «фактически».